# Dème d'Estieótida
Le dème d'Estieótida, en grec moderne : Δήμος Εστιαιώτιδας / Dímos Estieótidas, est un dème du district régional de Tríkala, en Thessalie, Grèce. Depuis  2010, il est fusionné au sein du dème de Tríkala.
La localité tire son nom de la région antique d'Histiéotide.
Selon le recensement de 2011, la population du dème compte 2 729 habitants.